# Perieți (gmina w okręgu Aluta)
Perieți – gmina w Rumunii, w okręgu Aluta. Obejmuje miejscowości Măgura, Mierleștii de Sus i Perieți. W 2011 roku liczyła 2215 mieszkańców.